# School voor Commerciële Communicatie

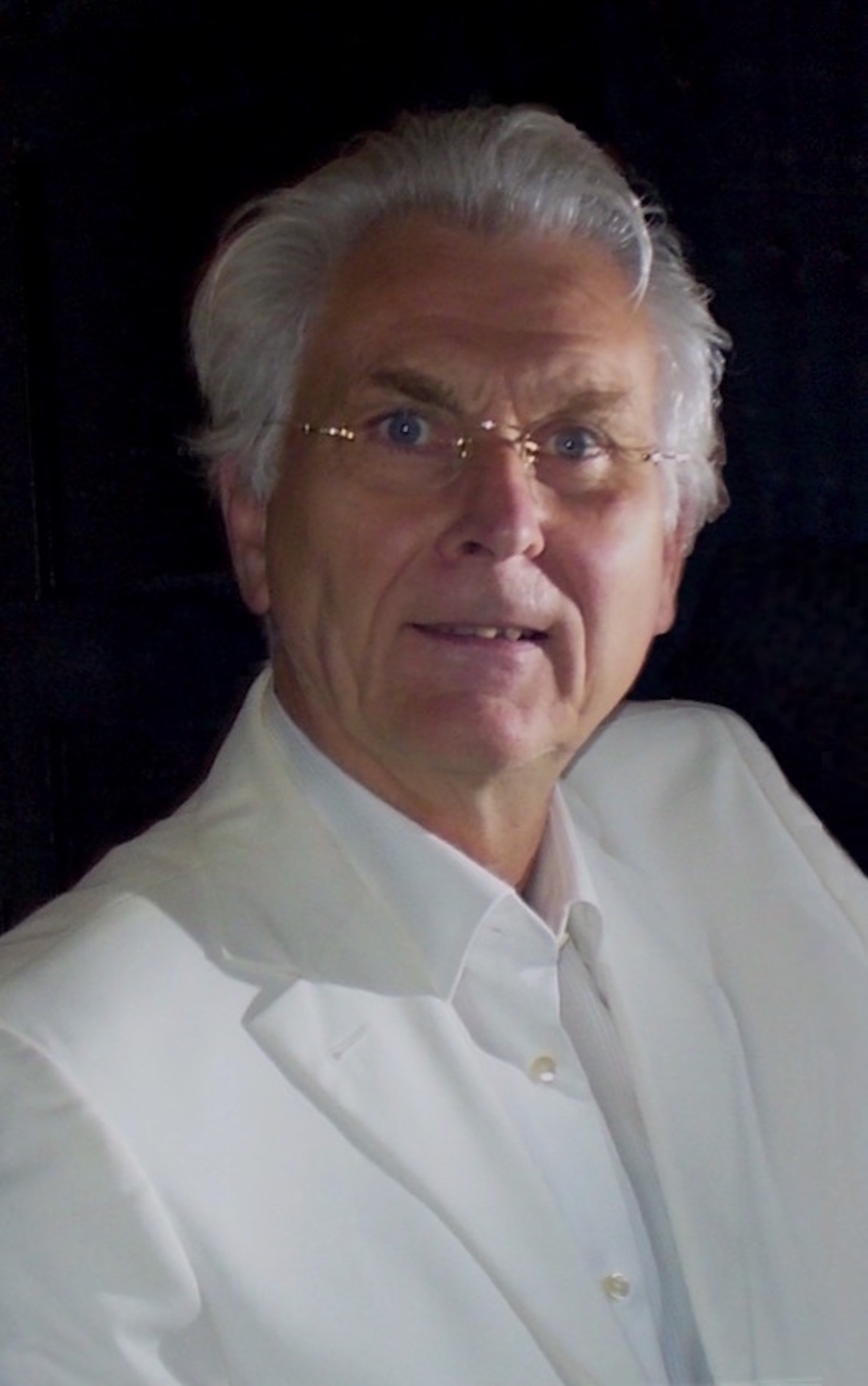
Marien de Goffau. Algemeen directeur van SCC, 1995-2005.

De School voor Commerciële Communicatie (SCC) was een opleiding in Amsterdam voor art directors en copywriters. Het was een tweejarige internationale postacademische opleiding op master-niveau van 1995 tot 2005.

## Voorgeschiedenis
In Engeland, in Londen, had John Gillard zijn eigen opleiding ontwikkeld voor potentiële art directors en copywriters. The School of Communication Arts (SCA). Deze opleiding functioneerde van 1985 tot 1995. In de opleiding stond het creatieve idee centraal. Vormde steeds de basis voor training en ontwikkeling. Andere disciplines werden geïntegreerd. Als bijkomende zaken aan bod kwamen kregen die gedegen aandacht, maar stonden altijd ten dienste aan het creatieve idee, het concept. Het lateraal denken vormde dus altijd de volgorde van research tot creatief idee. Dat was een nieuwe zienswijze die veel beter aansloot bij de behoefte van de advertising agencies van die tijd (vooral in de USA en UK). Dit was een enorme breuk met de oude klassieke opleidingen, van o.a. The Royal College of Art. Deze nieuwe opvatting van John Gillard werd alom gerespecteerd.

## School voor Commerciële Communicatie
Aansluitend is onder leiding van Marien de Goffau in Amsterdam de opleiding School voor Commerciële Communicatie (SCC) van start gegaan. In het Engels: School for Commercial Communication. Marien de Goffau had eerder veel contact met John Gillard en samen hebben zij SCC in Amsterdam opgezet. Ook heeft Gillard nog gedoceerd in Amsterdam. Een verdere ontwikkeling van de opleiding gebaseerd op de oorspronkelijke opvattingen van SCA, waarbij het creatieve idee altijd centraal stond, heeft zich die komende 10 jaar in Amsterdam afgespeeld, 1995 tot 2005. De centrale functie van het creatieve idee met ondersteuning van een strategische structuur gaf de ontwikkeling tot het strategisch concept en het ontwikkelen van internationale concepten. SCC als internationale opleiding sloot hiermee aan op de steeds verdere internationalisering van advertising agency's. Een intensieve samenwerking was er met kleine-, maar ook met grote internationale opdrachtgevers, waar strategie en een internationaal idee steeds aan de orde was.

## Duur van de opleiding
De opleiding SCC besloeg twee jaar. Het eerste jaar was een intensieve training waarbij het creatieve idee steeds verder in ontwikkeling kwam. Het tweede jaar was een stagejaar.

## Samenwerking
Naast de samenwerking met advertising agency's en cliënten werd ook samengewerkt met andere opleidingen, zoals Buckinghamshire Chilterns University College in Engeland en Accademia di Comunicazione in Italië. Ook voor docenten en studenten zijn culturele verschillen juist van belang om er zich bewust van te zijn en er mee om te kunnen gaan, het kunnen functioneren en communiceren in een andere cultuur. Een beperking blijft dat in de opleiding slechts alleen Nederlands en Engels is gehanteerd als een tweetalige opleiding. Een verdere ontwikkeling zal dan alleen in de praktijk zijn weg kunnen vinden.
Even is er in Nederland samengewerkt met het SWOCC en de Universiteit van Amsterdam (2004/2005), maar dat heeft geen vervolg gehad. In 2005 is SCC als opleiding gestopt. De denkwijzen lagen ver uit elkaar, maar dat zou een uitdaging kunnen zijn. SCC dreef op het lateraal denken.

## Prijzen en nominaties
De studenten, steeds in het teamverband art en copy, wonnen met regelmaat nationale en internationale prijzen, o.a. SJP, ADCN, D&AD.

## Docenten en gastdocenten
De vaste en regelmatige docenten door de jaren heen waren: Marien de Goffau, Jerry Sjardin, Henk Haselaar, Birgit Bush, Pim Schregel, Hans Luijcx, Dave Morris, Paul Falla, Joris de Bie, Bas Strunk.
Daarbij waren er jaarlijks de vele internationale gastdocenten met uiteenlopende activiteiten. Diverse disciplines kregen hiermee bijzondere aandacht.